# تل روباه
تل روباه مربوط به دوره ساسانیان است و در شهرستان فسا، بخش مرکزی، دهستان صحرارود، ۲ کیلومتری جنوبی روستای دستجه واقع شده و این اثر در تاریخ ۲۶ اسفند ۱۳۸۶ با شمارهٔ ثبت ۲۱۸۴۲ به‌عنوان یکی از آثار ملی ایران به ثبت رسیده است.